# Station Tourcoing
Station Tourcoing (Frans: Gare de Tourcoing) is een spoorwegstation in de Franse stad Tourcoing.
Het station is gelegen aan lijn 278 000 (Tourcoing - Fives - Moeskroen). Vroeger liep vanaf hier ook de spoorlijn Somain - Halluin.
Dagelijks rijden er enkele TGV's naar Paris-Nord. Deze diensten worden meestal gereden met Eurostar NOL (North of London). De treinstellen waren oorspronkelijk bedoeld om diensten te rijden naar bestemmingen verder dan Londen, maar aangezien deze plannen alweer snel opgeborgen waren, werd de 750V-derde-railbeugel verwijderd en het logo aangepast aan TGV, om ingezet te worden op binnenlandse diensten. Ze worden bijna uitsluitend ingezet op de lijn Paris-Lille. Ze kunnen ook worden ingezet als er een TGV-stel uitvalt, maar dit is nog bijna nooit voorgekomen.

## Treindiensten
| Serie    | Treinsoort | Route                                                                              | Bijzonderheden |
| -------- | ---------- | ---------------------------------------------------------------------------------- | -------------- |
| TGV 7200 | TGV (SNCF) | Paris Nord – Arras – [ Lille-Flandres – Tourcoing ] / [ Lille-Europe – Dunkerque ] |                |
| P 80     | TER (SNCF) | Lille-Flandres – Tourcoing                                                         |                |

Fives ·
(Lille-Flandres) ·
Croix-Wasquehal ·
Croix-L'Allumette ·
Roubaix ·
Tourcoing ·
Tourcoing-Frontière ·
Moeskroen